# Паравојна формација
Паравојна формација, или паравојска, је израз који у најширем смислу означава сваку организацију групу чији су припадници наоружани, опремљени или обучени за оружану борбу, односно војне задатке, али се из различитих разлога не сматра војском. У ужем смислу се разликују две категорије паравојних формација.
У прву спадају оружане формације неке државе које организацијски не спадају у њену стајаћу, односно редовну војску. Као примери могу послужити:
- помоћне службе редовних оружаних формација, најчешће за обављање не-борбених задатака, нпр. Women Airforce Service Pilots (WASP) које су чинили цивилни пилоти-жене при америчком ратном ваздухопловству;
- оружане формације намијењене борбеним задацима, али чија главна сврха није борба против спољног непријатеља и/ли конвенционално ратовање; под тим задацима се обично подразумијевају задаци очувања унутрашње сигурности или сукоби ниског интензитета; због тога у ту категорију спадају Обалска стража у САД, снаге ОМОН-а у Русији, Краљевска коњичка полиција у Канади, жандармерија у Србији и многим другим државама, односно Територијална одбрана у бившој Југославији;
- приватне војне компаније

Ређе се у ту категорију убрајају редовне полицијске формације неке државе, и по правилу тек у ванредним ситуацијама као што су рат и елементарне непогоде. Тако је нпр. калифорнијским законима полиција Лос Анђелеса дефинише као паравојна формација.
Друга категорија паравојних формација се односи на оружане формације које су организоване или обављају активности еквивалентне редовној војсци, али иза њих не стоји експлицитна санкција неке државе. То се пре свега односи на разне устаничке групе и илегалне политичке покрете. Као примери таквих паравојних формација могу послужити ФАРК у Колумбији, Тамилски тигрови на Шри Ланки или ОВК на Косову. Осим њих постоје паравојне формације као оружана крила појединих политичких странака. Често се у таквим случајевима користи израз милиција.
Постоје случајеви где се стицајем војних, политичких и других околности паравојна формација трансформише у редовну војску. Као пример може да послужи Југославија у Другом светском рату где су на почетку Народноослободилачки партизански одреди Југославије били тек једна од бројних паравојних формација, односно оружано крило КПЈ, да би на крају под називом Југославенска армија били признати као редовне оружане снаге Демократске Федеративне Југославије.
Израз паравојне формације је последњих деценија често добијао пежоративна значења, за шта су заслужни бројни примери где су паравојне формације вршиле терористичке активности и ратне злочине, а с њима повезиване државе и политички покрети који су настојали да на основу њихове „паравојне“ природе, односно формалне невезаности за ратно право или сопствени правни поредак, умање сопствену одговорност. 

## Преглед
Иако паравојска, по дефиницији, није војска, обично је еквивалентна лакој пешадији или снагама за специјалне операције у смислу снаге, ватрене моћи и организационе структуре. Паравојске користе „војну“ опрему (као што су дугачке пушке и оклопни транспортери и обично војни вишак ресурса), вештине (као што су медицина на бојном пољу и уклањање бомби) и тактике (као што су урбани рат и борба из близине) које су компатибилне са њихову сврху, често их комбинујући са вештинама из других релевантних области као што су спровођење закона или трагање и спасавање. Они ретко користе обимну војну опрему као што су артиљерија и наоружани војни авиони.
У време мира, паравојне формације су често додељене да штите локације високог профила, као што су владини објекти, инфраструктура, аеродроми, морске луке или границе. Они такође могу бити задужени за улоге VIP заштите или борбе против тероризма. У зависности од организације у оквиру које паравојска делује, они такође могу бити распоређени док поново не буду потребни; на пример, припадници полицијске тактичке јединице могу бити распоређени на стандардне патролне дужности док се то не захтева.
Паравојска може потпадати под команду војске, тренирати заједно са њима или имати дозволу да користи њихове ресурсе, иако заправо није део њих. У неким случајевима, паравојне јединице могу обучавати припаднике стварне војске у тактикама за које су специјализовани, као што су поступци хапшења.

## Законитост
Према ратном праву, држава може да инкорпорира паравојну организацију или оружану агенцију (као што је агенција за спровођење закона или приватна добровољачка милиција) у своје борбене оружане снаге. Остале стране у сукобу морају бити обавештене о томе.
Устави неких земаља ограничавају слободу удруживања тако што забрањују паравојне организације изван државне употребе. У већини случајева не постоји дефиниција паравојске, а за дефинисање тог појма одговорне су судске одлуке.